# HMS Rifleman
O HMS Rifleman foi uma canhoneira de batalha de aproximadamente 600 toneladas pertencente à Marinha Real Britânica. 
Seis navios da Royal Navy deram o nome HMS Rifleman. Esta "edição", que servil em águas brasileiras em meados do século XIX, foi lançado ao mar em 1846, sendo uma embarcação a vapor, construído em madeira e movido a hélice, de tamanho reduzido e com armamento composto de nove peças, um pouco acima na artilharia quando comparando aos navios ingleses da mesma classe. O navio foi vendido em Hong Kong em 1869.

## História
O Rifleman, juntamente com o HMS Cormorant, foram os dois navios da Marinha Real Britânica que atuaram mais próximos da costa brasileira, em meados do século XIX, no serviço de patrulha e repressão ao tráfico negreiro, obedecendo à lei Bill Aberdeen.
No final de 1849, o Lord Palmerston, comandando o Foreign Office, ordenou que a lei Bill Aberdeen fosse aplicada com rigor na costa brasileiro, portanto a canhoeira intensificou seu serviço de patrulhamento a partir do Rio da Prata, base dos navios ingleses. 
Em sua vigilância na costa brasileira o Rifleman aprisionou o paquete Santos e o enviou para Santa Helena onde este foi julgado num tribunal britânico.
Em 23 de janeiro de 1850, novamente entrou em ação, quando fez disparos no mercante São Sebastião e após a abordagem foi verificado que na verdade o navio foi confundido com outro, o Carioca, que estava em situação irregular perante as leis britânicas.
Em 16 de maio de 1850, um marinheiro inglês foi morto dentro do escaler do Rifleman quando um grupo de civis armados surpreendeu os marinheiros ingleses que se refugiavam na Ilha de Santo Amaro, litoral paulista, de uma forte tempestade. Este ação dos paulistas decorreu das atitudes da marinha inglesa na costa brasileira que irritavam a população agravando a relação diplomática entre o Brasil e a nação inglesa.